# Lilla Tärnen, Närke
Lilla Tärnen är en sjö i Askersunds kommun i Närke och ingår i Motala ströms huvudavrinningsområde.